# John Okelo
John Okelo – kenijski piłkarz grający na pozycji pomocnika. W swojej karierze grał w reprezentacji Kenii.

## Kariera klubowa
W swojej karierze piłkarskiej Okelo grał w klubach Gor Mahia i AFC Leopards. Wraz z Gor Mahia wywalczył cztery mistrzostwa Kenii w sezonach 1983, 1984, 1985 i 1987 oraz zdobył trzy Puchary Kenii w sezonach 1983, 1986 i 1987. Wraz z AFC Leopards był mistrzem kraju w 1988 roku.

## Kariera reprezentacyjna
W reprezentacji Kenii Okelo zadebiutował w 1984 roku. W 1988 roku powołano go do kadry na Puchar Narodów Afryki 1988. Zagrał w nim w jednym meczu grupwowym, z Nigerią (0:3). W kadrze narodowej grał do 1988 roku.